# طاق رستم
طاق رستم در شهرستان چرداول، بخش شیروان، روستای زنجیره علیا واقع شده و این اثر در تاریخ ۱۴ مرداد ۱۳۸۲ با شمارهٔ ثبت ۹۵۳۸ به‌عنوان یکی از آثار ملی ایران به ثبت رسیده است.